# Telatrygon
Telatrygon is een geslacht uit de familie van pijlstaartroggen (Dasyatidae), orde Myliobatiformes.

## Soortenlijst
- Telatrygon acutirostra (Nishida & Nakaya, 1988)
- Telatrygon biasa (Last, White & Naylor, 2016)
- Telatrygon crozieri (Blyth, 1860)
- Telatrygon zugei (Müller & Henle, 1841)